# 合肥駱崗国際空港
合肥駱崗国際空港（ごうひらくこうこくさいくうこう、がっぴらっこうこくさいくうこう）は、かつて中華人民共和国安徽省合肥市包河区駱崗鎮に存在した国際空港である。

## 概要
1977年開港。合肥市の8km南に所在し、全長3,000メートル・幅50メートルの滑走路1本を有していた。IATA空港コードは「HFE」、ICAOコードは「ZSOF」であった。
老朽化が著しいこと、そして今後見込まれる需要増に対応出来ないことを理由に、2005年、合肥市北西部に新空港を建設する計画が持ち上がった。そして、2013年5月30日に新空港「合肥新橋国際空港」が開港されると、当空港は閉港となった。

## 沿革
- 1977年11月　合肥駱崗空港として開港する。
- 1996年　拡張工事が完成し、4D級の空港となる。

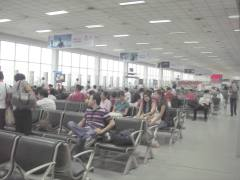
合肥駱崗国際空港の出発待合エリア

- 2005年　6000万元を投じ、滑走路の補修工事を実施する。
- 2006年6月　国際空港への昇格審査に通り、合肥駱崗国際空港に昇格する。
- 2006年10月23日午後　初めて外国籍の飛行機（チャーター機）が飛来する。
- 第11次5ヵ年計画（2006年から2010年）で、拡張工事が実施される予定である。
- 2013年5月29日 合肥新橋国際空港開港（同年5月30日）に伴い、この日を最後に閉港[3]。

## 主な就航会社
- 中国国際航空
- 中国東方航空
- 中国南方航空
- 大韓航空
- アシアナ航空
- マカオ航空